# Goniopora planulata
Goniopora planulata là một loài san hô trong họ Poritidae. Loài này được Ehrenberg mô tả khoa học năm 1834.